# Arthur Davison Ficke
Arthur Davison Ficke (10 de noviembre de 1883-30 de noviembre de 1945) fue un poeta estadounidense, dramaturgo, y experto del arte de Japón. Ficke tenía una reputación nacional como "el poeta de un poeta", y "uno de los sonetistas más expertos de Estados Unidos." Bajo el alias Anne Knish, Ficke es el coautor de Spectra (1916). Concebido como una parodia del versículo experimental que estaba de moda en ese momento, la colección de poemas causó inesperadamente una sensación entre los críticos modernistas que eclipsaron el reconocimiento de Ficke como estilista de prosa tradicional. Ficke es también conocido por su relación con la poeta Edna St. Vincent Millay.
Después de años de enfermedad, Ficke se quitó la vida en 1945.

## Biografía

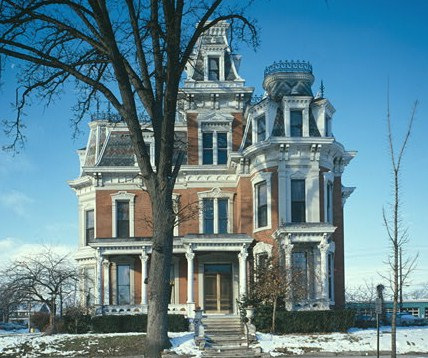
J. Monroe Parker-Ficke House en Davenport.

Un nativo de Davenport, Ficke se asocia con otros escritores locales conocidos como el Davenport Group. Su obra fue influenciada por las tradiciones artísticas japonesas, que le habían sido familiares desde la infancia; su padre, un comerciante de arte, importó el arte japonés en la última década del siglo XIX, cuando era muy popular. Ficke escribió varios tratados populares en el arte japonés durante su carrera, entre ellos Chats on Japanese Prints, publicado en 1915.
Cumplir con estilos y formas, cuando el modernismo estaba dominando el mundo de la literatura y los poetas eran proclives a la experimentación tradicionales, Ficke se caracteriza por ser "en el mejor sentido una fuerza conservadora en nuestra poesía" Gran parte de sus primeros trabajos fue en metro tradicional y esquema de la rima; Sonnets of a Portrait-Painter (1914) es un ejemplo digno de mención. Ficke estaba disgustado por lo que vio como la naturaleza inestético de la experimentación contemporánea, que fue la motivación principal para el engaño Spectra, que pretende ser una sátira de la poesía moderna. Irónicamente, su experiencia escribiendo Spectra influyó en él para comenzar a experimentar con otras formas; Christ in the Desert fue su primera obra más modernista, sin metro tradicional o esquema de la rima.

### Poesía
- (1907) From the Isles: A Series of Songs out of Greece.
- (1907) The Happy Princess, and Other Poems.
- (1908) The Earth Passion, Boundary, and Other Poems.
- (1910) Some Recent Poems of Note.
- (1914) Sonnets of a Portrait-Painter.
- (1915) The Man on the Hilltop, and Other Poems.
- (1916) Spectra: A Book of Poetic Experiments; como Anne Knish, con Witter Bynner como Emanuel Morgan.
- (1917) An April Elegy.
- (1924) Out of Silence, and Other Poems.
- (1926) Selected Poems.
- (1927) Christ in China: A Poem.
- (1929) Mountain against Mountain.
- (1936) The Secret, and Other Poems.
- (1942) Tumultuous Shore, and Other Poems.

### Obras teatrales
- (1910) The Breaking of Bonds: A Drama of the Social Unrest.
- (1913) Mr. Faust.
- (1930) The Road to the Mountain: A Lyrical Pageant in Three Acts.
- (1951) The Ghost of Sharaku.

### Novelas
- (1939) Mrs. Morton of Mexico.

### No ficción
- (1913) Twelve Japanese Painters.
- (1915) Chats on Japanese Prints.

## Otras lecturas
- William Jay Smith, The Spectra Hoax. (Middletown, Connecticut: Wesleyan University Press, 1961)
- Milford, Nancy, Savage Beauty: The Life of Edna St. Vincent Millay. (New York: Random House, 2002).
- Meade, Marion, Bobbed Hair and Bathtub Gin: Writers Running Wild in the Twenties . (Mariner Books, 2005).